# Anila arenaria
Anila arenaria là một loài thực vật có hoa trong họ Đậu. Loài này được (A. Rich.) Kuntze mô tả khoa học đầu tiên năm 1891.